# Henri Giraud (homme politique)
Pour les articles homonymes, voir Henri Giraud et Giraud.
Henri Giraud, né le 4 septembre 1814 à Montreuil (Vendée) et mort le 23 juillet 1887 à Versailles (Yvelines), est un homme politique français.

## Biographie
Avocat à Niort en 1835, il est bâtonnier en 1847. Conseiller municipal de Niort en 1846, il est maire de 1848 à 1851. Il devient président du tribunal de Niort de 1854 à 1876. Conseiller général du canton de Frontenay-Rohan-Rohan en 1867 et député des Deux-Sèvres de 1876 à 1887, siégeant au centre-gauche. Il est l'un des 363 qui refusent la confiance au gouvernement de Broglie, le 16 mai 1877.

## Sources
- « Henri Giraud (homme politique) », dans Adolphe Robert et Gaston Cougny, Dictionnaire des parlementaires français, Edgar Bourloton, 1889-1891 [détail de l’édition]